# 六分儀座V3792
六分儀座V3792，又名CD-2512793，HD 165814、SAO 186350、HR 6773，是六分儀座的一颗恒星，视星等为6.61，位于銀經5.59，銀緯-2.74，其B1900.0坐标为赤經18h 2m 43s，赤緯-25° -2.74′ 13″。